# Мартин, Расселл
Расселл Кеннет Александр Мартин (англ. Russell Kenneth Alexander Martin; род. 4 января 1986, Брайтон, Восточный Суссекс) — шотландский футболист и тренер.

## Биография
Мартин родился в Брайтоне в семье Дина и Керри. У него есть два старших брата, Джейми и Дэвид, и младший брат Пепе, которого родители усыновили.
Мартин начал свою игровую карьеру в молодёжной академии «Брайтон энд Хоув Альбион». Он зарекомендовал себя в «Уиком Уондерерс» в 2004 году, а затем перешёл в «Питерборо Юнайтед» в 2008 году. Мартин присоединился к «Норвич Сити» в 2010 году и провёл за клуб 309 матчей.
Хотя Мартин родился в Англии, он сыграл за сборную Шотландии в 29 международных матчах (его отец шотландец). Он перешёл на тренерскую работу в 2019 году в «Милтон Кейнс Донс» и стал главным тренером «Суонси Сити» в 2021 году. Два года спустя он был назначен в «Саутгемптон».
Мартин основал в своём родном городе благотворительный фонд, первоначально созданный как футбольная академия, под названием «Фонд Расселла Мартина». Благотворительная организация стремится использовать «силу футбола, чтобы помочь изменить жизнь людей», предоставляя доступ к футболу, образованию и медицинской помощи.

## Тренерская статистика
| Команда          | Начало работы  | Окончание работы | Результаты | Результаты | Результаты | Результаты | Результаты |
| Команда          | Начало работы  | Окончание работы | И          | В          | Н          | П          | % побед    |
| ---------------- | -------------- | ---------------- | ---------- | ---------- | ---------- | ---------- | ---------- |
| Милтон-Кинс Донс | 4 ноября 2019  | 31 июля 2021     | 80         | 31         | 17         | 32         | 038,75     |
| Суонси Сити      | 1 августа 2021 | 30 июня 2023     | 99         | 36         | 26         | 37         | 036,36     |
| Саутгемптон      | 1 июля 2023    | 16 декабря 2024  | 73         | 33         | 14         | 26         | 045,21     |
| Рейнджерс        | 4 июня 2025    |                  | 8          | 3          | 3          | 2          | 037,50     |
| Всего            | Всего          | Всего            | 260        | 103        | 60         | 97         | 039,62     |